# Палауско-тайваньские отношения

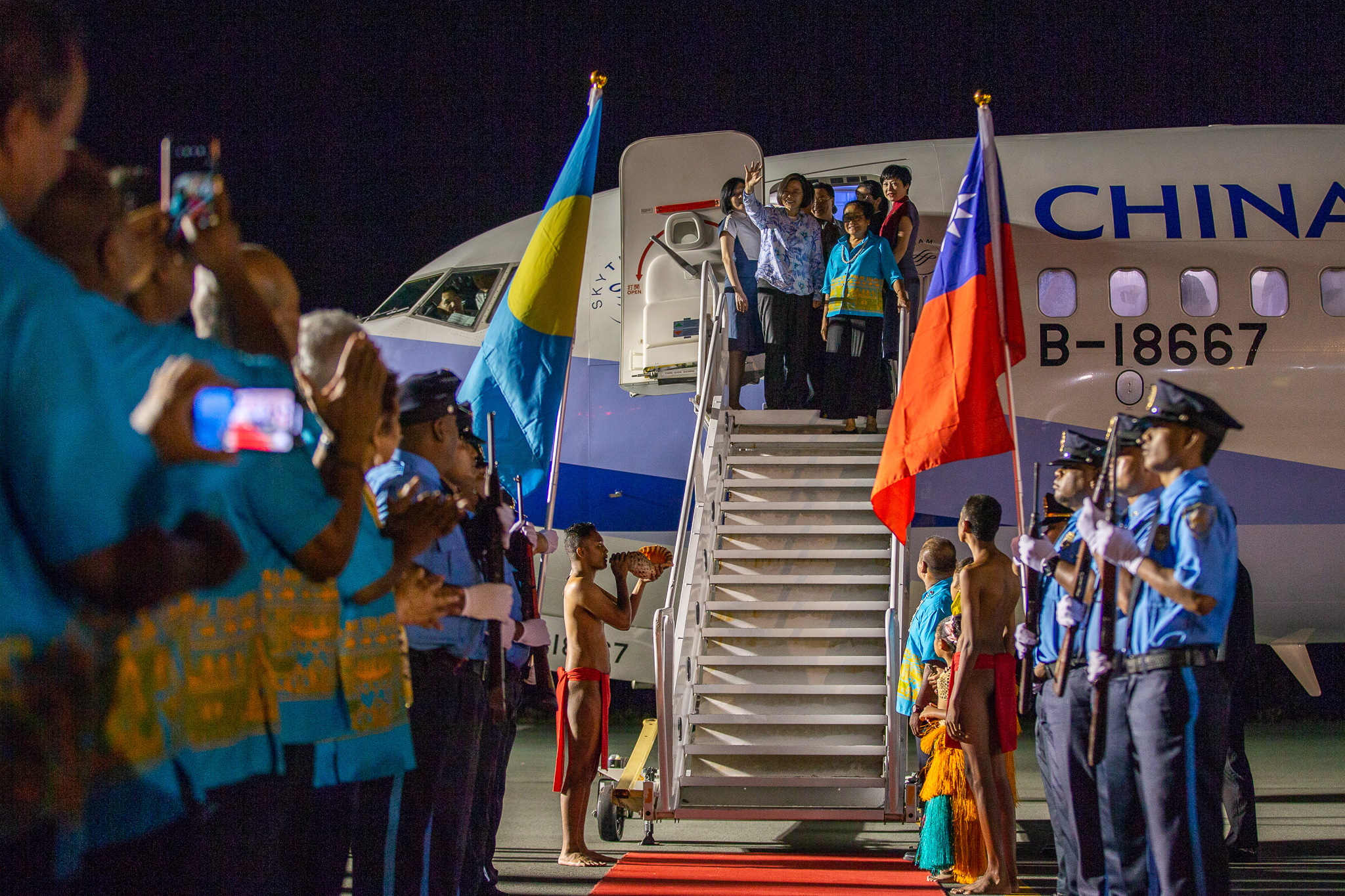
Президент Китайской Республики Цай Инвэнь во время визита на Палау в 2019 году

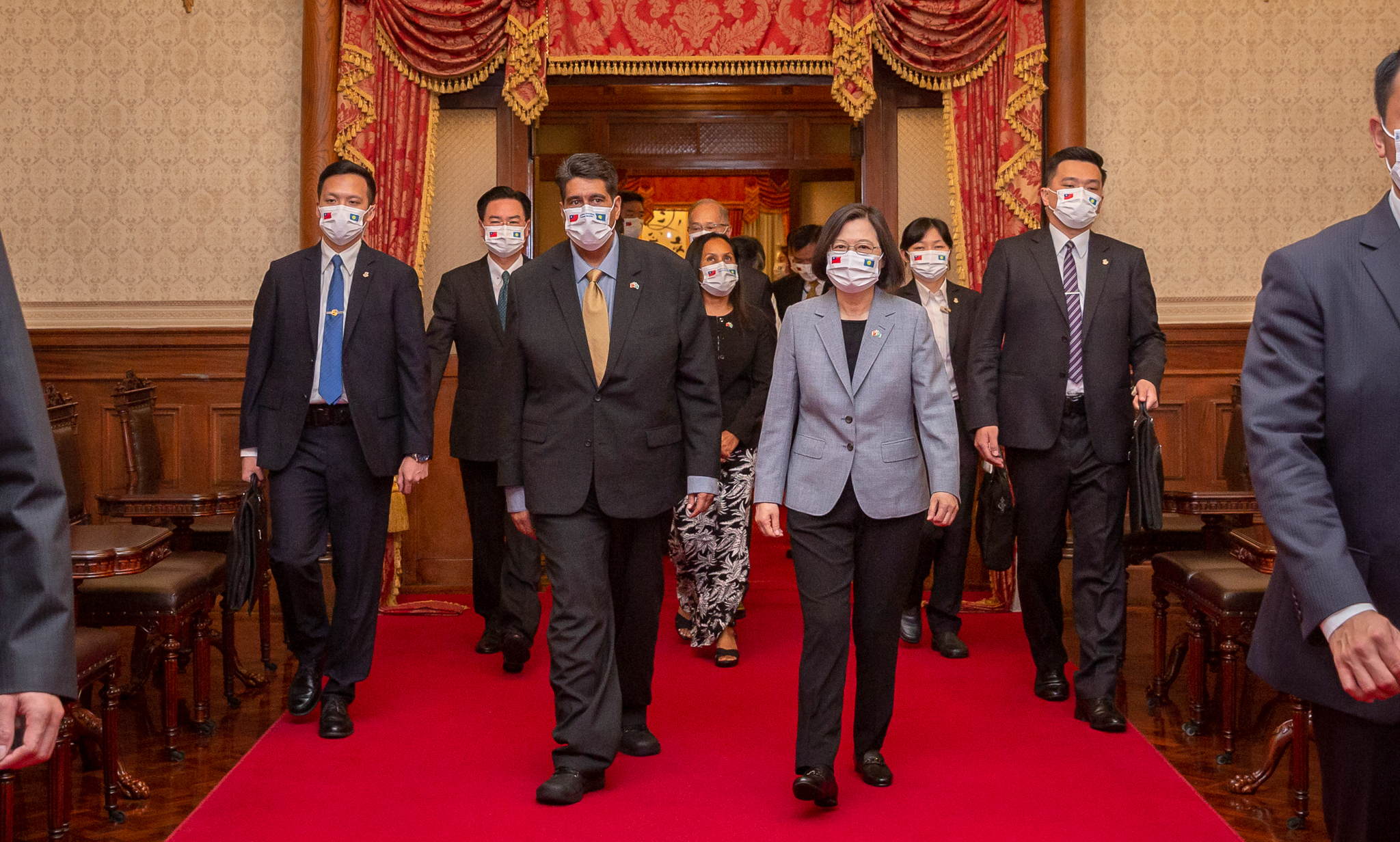
Президент Палау Сурангел Уиппс-младший во время визита на Тайвань в 2021 году

Тайваньско-палаусские отношения — двусторонние отношения между республикой Палау и Китайской республикой. Палау держит посольство в Тайбэе а Китайская республика держит посольство в г. Корор. Страны поддерживают связи в области сельского хозяйства, культуры, образования, рыболовства, медицинских услуг, туризма и водоснабжения.
Палау и Китайская республика поддерживали экономические отношения с 1994 года. В конце декабря 1999 года Палау официально установила дипломатические отношения с Китайской республикой. КР профинансировала строительство зданий отеля Палайзия, Палау Ройял Резорт, Хунг Као Резорт и Папаго Интернешл резорт. В 2010 году нефтяная компания из Китайской народной республики подписала договор на 40 млн американских долларов на нефтеразведку в водах островов.
6 июня 2017 года министр здравоохранения Палау Эме Робертс посетил Тайбэй. В декабре 2017 года посол республики Палау на Тайване отметил «в высшей степени стабильные» отношения Палау и Тайваня и что Палау не променяет их на дипломатические отношения с континентальным Китаем. Президент Цай Инвэнь посетила Палау в 2019 году а президент Сурангел Уиппс-младший посетил Тайвань в 2021 году. В том же году между двумя странами образовался «туристический пузырь».